# كارولين سمارت
كارولين سمارت هي كاتِبة وشاعرة كندية، ولدت في 1952.